# Albertus Antoni Hinsz

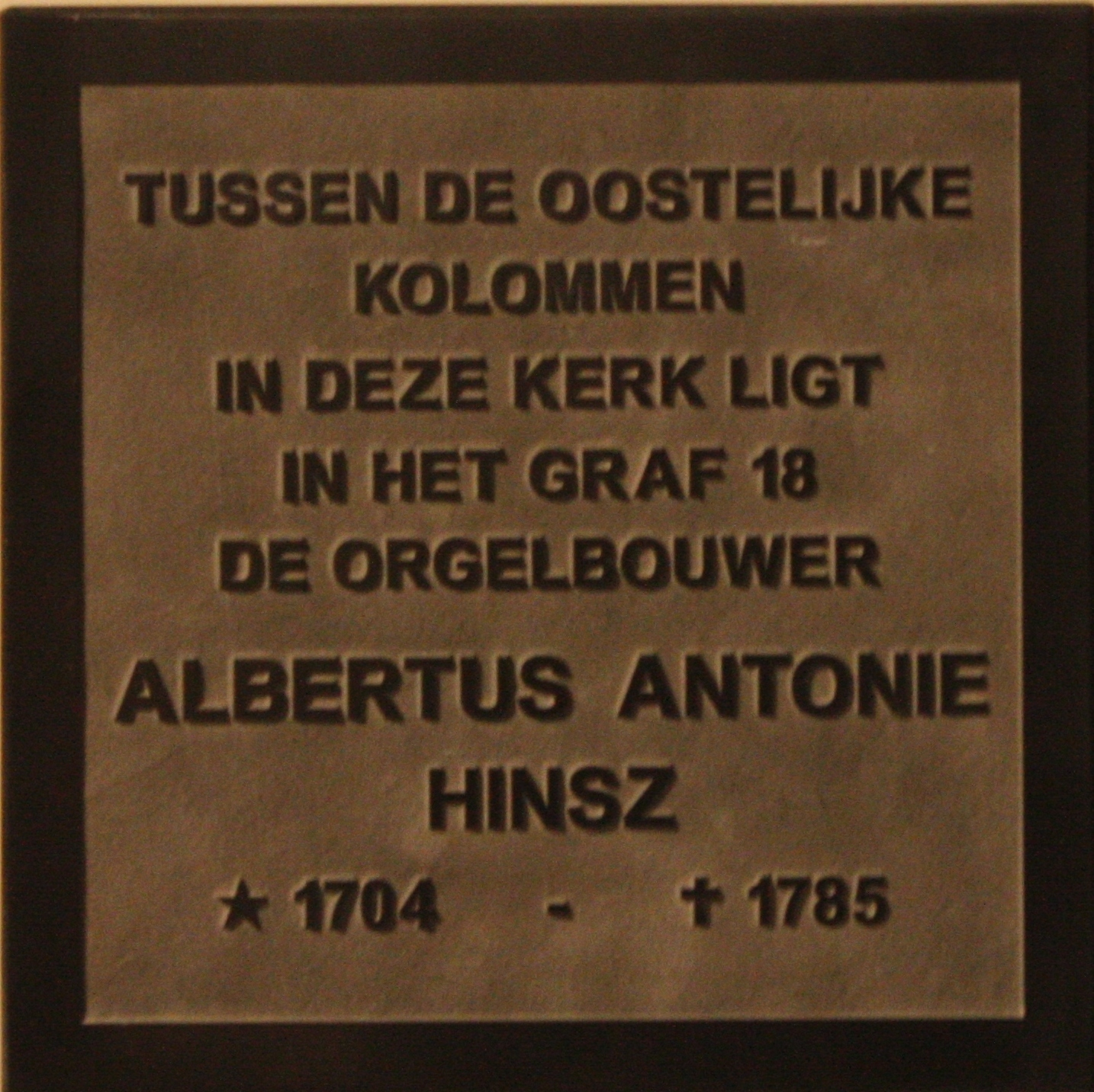
Gedenksteen in de Lutherse Kerk (Groningen)

Albertus Antoni Hinsz (Hamburg, 1704 - Uithuizen, 17 maart 1785) was een Nederlandse orgelbouwer van Duitse afkomst. Hij heeft een belangrijke rol gespeeld in de voortzetting van de Noord-Duitse orgelbouwtraditie, die een hoogtepunt beleefde door de komst van de Duitse orgelbouwer Arp Schnitger in Nederland. Hinsz was een leerling van Franz Caspar Schnitger (1693-1729), de jongste zoon van Arp Schnitger. Na diens overlijden trouwde Hinsz in 1732 met zijn weduwe.

## Leven en werk
Geboren in Duitsland kwam hij naar Nederland. Twee later zeer bekende en succesvolle Friese orgelbouwers zijn als knecht bij Hinsz begonnen: Lambertus van Dam en Albertus van Gruisen. Ook Frans Casper Snitger (kleinzoon van Arp Schnitger), Heinrich Hermann Freytag en Matthijs Hansen Hardorff hebben een belangrijke rol gespeeld binnen de orgelmakerij van Hinsz.
Het werk van Hinsz is qua klank zeer kenmerkend te noemen. Dit wordt vooral veroorzaakt doordat hij zijn vulstemmen vaak op tertsen heeft gebaseerd. Tertsmixturen maken de klank 'zilverachtig' en daardoor kan een Hinsz-orgel feilloos worden herkend. De opbouw van zijn instrumenten is ook kenmerkend te noemen. De frontindelingen zijn zeer karakteristiek en in eerste lijn gebaseerd op het instrument van zijn grote voorganger Schnitger in de Grote Kerk van Zwolle.
Hinsz bouwde kerkorgels in onder meer Zandeweer (1731), Leens (1733), Appingedam (1744), Meeden (1751), Midwolda (1772) en Uithuizermeeden (1785). Verder staan er orgels van hem in Haren, Damwoude, Roden, Tzum, Wassenaar. Grote instrumenten van hem staan in Harlingen (1776) en Bolsward (1781). Ook als restaurateur en ombouwer van instrumenten is Hinsz zeer actief geweest. Onder andere heeft hij het rugwerk van de orgels in de Martinikerk in Groningen (1730) en in de Hervormde Kerk van Peize (1758) gebouwd. Voor de aankleding van zijn orgels werkte Hinsz samen met onder anderen beeldsnijder Casper Struiwig.
Het meest imposante instrument van de hand van Hinsz is het grote orgel in de Bovenkerk te Kampen (1744). Dit orgel is vooral een fusieorgel, want veel pijpwerk is aanzienlijk ouder dan Hinsz. Zo zit er pijpwerk in van een ander bekend orgelbouwersgeslacht uit de 17e eeuw, de familie Slegel, maar ook van een groot aantal andere orgelbouwers voor en na Hinsz.
Tijdens werkzaamheden aan het Schnitgerorgel van de kerk van Uithuizen overleed Hinsz. Daardoor heeft hij het orgel van de kerk van Uithuizermeeden niet zelf kunnen voltooien. Zijn graf ligt in de Lutherse Kerk te Groningen, waar een gedenksteen is geplaatst.

## Lijst van kerken met een Hinsz-orgel
| jaar    | plaats          | kerk                 | afbeelding | manualen | registers | opmerkingen |
| ------- | --------------- | -------------------- | ---------- | -------- | --------- | --- |
| 1730/40 | Groningen       | Martinikerk          |            | III/P    | 53        | Uitbreiding van het orgel van Arp en Franz Caspar Schnitger; vandaag (III/P/52) nog 2-3 registers van Hinsz bewaard |
| 1731    | Zandeweer       | Kerk van Zandeweer   |            | II/p     | 16        | Eerste nieuwbouw van Hinsz; in de 19e en 20e eeuw wijzigingen in de dispositie. Gerestaureerd door orgelmakers Reil. |
| 1733–34 | Leens           | Petruskerk           |            | II/P     | 27        | Nieuwbouw; in de 19e en 20e eeuw wijzigingen |
| 1735    | Loppersum       | Kerk van Loppersum   |            | II/p     | 20        | Nieuwe pijpwerk in het hoofdwerk van een orgel van 1562; in 1803 vervanging van het pijpwerk van het rugwerk door H.H. Freytag |
| 1738    | Kampen          | Broederkerk          |            | III/P    | 32        | Nieuwbouw met gebruikmaking van oude registers van het oude orgel; 1822 ombouw door A. van Gruisen (II/p); later uitbreidingen en wijzigingen. Nu nieuw orgel van orgelmakers van Vulpen met gebruikmaking van kas en heel veel oud pijpwerk.        |
| 1739    | Bronkhorst      | Kapel van Bronkhorst |            | I        | 7         | Nieuwbouw van een kabinetorgel voor Utrecht(?); wijzigingen in de dispositie in de 19e eeuw; verscheiden verblijfplaatsen |
| 1739    | Utrecht         | Academiegebouw       |            | II/P     | 22        | Eenklaviers nieuwbouw voor de Lutherse kerk in Deventer |
| 1741–43 | Kampen          | Bovenkerk            |            | IV/p     | 56        | Ombouw en uitbreiding van het orgel van Slegel (1676) tot het grootste orgel van Hinsz; in 1790 bijvoeging van een zelfstandig pedaal en een borstwerk door H.H. Freytag en F.C. Schnitger (IV/P/46); later verscheiden wijzigingen; vandaag IV/P/56 |
| 1744    | Appingedam      | Nicolaïkerk          |            | II/p     | 20        | Nieuwbouw; goed bewaard; in 2017 uitbreiding met vrij pedaal en drie registers door orgelmakers Reil. |
| 1751    | Meeden          | Kerk van Meeden      |            | I/p      | 8         | Nieuwbouw met gebruikmaking van oud pijpwerk van Jost Sieburg (Jodocus Sieborch) (1643) |
| 1752/68 | Noordbroek      | PKN Kerk             |            | II/P     | 24        | Uitbreiding van het orgel van Arp Schnitger (1696) en wijzigingen in de dispositie; in 1809 bijvoeging van een zelfstandig pedaal door H.H. Freytag; 1855 wijziging door P. van Oeckelen                                                             |
| 1754    | Kampen          | Buitenkerk           |            | II/P     | 20        | Nieuwbouw met gebruikmaking van oud pijpwerk |
| 1758    | Peize           | Johanneskerk         |            | II/P     | 22        | Bijvoeging van het oude orgel van A. Verbeeck (1631) van een rugwerk; orgel stond tot 1862 in de Pepergasthuiskerk in Groningen |
| 1765    | Tzum            | Johanneskerk         |            | II/p     | 20        | Ombouw van het orgel van Stevens. Restauratie door orgelmakers Reil |
| 1763–66 | Leer            | Große Kirche         |            | II/p     | 21        | Orgel van Marten de Mare (1609) tot een nieuw orgel omgebouwd, uitbreiding van het hoofdwerk qua dispositie en klavieren, nieuw kast en bijvoeging van een rugwerk; vandaag III/P/37                                                                 |
| 1766–67 | Sexbierum       | Sixtuskerk           |            | II/P     | 27        | Nieuwbouw; in 1922-24 pijpwerk vervangen; zes registers van Hinsz naar Boornbergum, een naar Waaxens en vier naar Sebaldeburen |
| 1769    | Wassenaar       | Dorpskerk            |            | II/p     | 13        | Nieuwbouw; 1792 bijvoeging van een rugwerk door L. van Dam; vandaag I/p/20 |
| 1770    | Haren           | Nicolaaskerk         |            | I/P      | 13        | Nieuwbouw |
| 1772    | Midwolda        | Kerk van Midwolda    |            | II/P     | 33        | Nieuwbouw; goed bewaard |
| 1774    | Groningen       | Pelstergasthuiskerk  |            | II/p     | 20        | Uitbreiding van het orgel van Arp Schnitger (1693/1712); 1875 wijzigingen in de dispositie door P. van Oeckelen |
| 1775–76 | Harlingen       | Grote Kerk           |            | II/P     | 34        | Nieuwbouw; 1864 wijzigingen door P. van OeckelenIn 2011 voltooiing van restauratie en reconstructie door Flentrop Orgelbouw |
| 1776–77 | Dantumawoude    | Sint-Benedictuskerk  |            | I/p      | 8         | Nieuwbouw |
| 1777–78 | Minnertsga      | Meinardskerk         |            | II/p     | 20        | Nieuwbouw; verbrand in 1947 |
| 1780    | Roden           | Hervormde Kerk       |            | II/p     | 17        | Nieuwbouw |
| 1781    | Bolsward        | Martinikerk          |            | II/P     | 34        | Nieuwbouw; 1861 bijvoeging van een bovenwerk door L. van Dam; vandaag III/P/42 In 2016 voltooiing van de restauratie door Flentrop Orgelbouw |
| 1782    | Driesum         | Hervormde kerk       |            | I/p      | 11        | Nieuwbouw; wijzigingen in de 19e en 20e eeuw |
| 1783    | Godlinze        | Pancratiuskerk       |            | I/p      | 12        | ombouw van het tweeklaviers orgel van Arp Schnitger (1704) in een eenklaviers instrument |
| 1785    | Uithuizermeeden | Mariakerk            |            | II/P     | 28        | laatste nieuwbouw, niet door Hinsz voltooid, maar door Matthijs Hansen Hardorff, Frans Casper Snitger (jr.) en Heinrich Hermann Freytag; later verscheidene wijzigingen. Inmiddels gerestaureerd door de orgelmakers Reil.                           |

Jürgen Ahrend · Johann Bätz · Heinrich Andreas Contius · Familie Gilman · Friedrich Fleiter · Carl Frei · Heinrich Hermann Freytag · Joseph Gabler · Rudolf Garrels · Gerhard Grenzing · Albertus Antoni Hinsz · Bartelt Immer · Hans Henny Jahnn · Ludwig König · Hinrich Just Müller · Christian Müller · Carl Friedrich August Naber · Paul Peuerl · Georg Heinrich Quellhorst · Joachim Richborn · Arnold Rohlfs · Conradus Ruprecht II · A. Ruth und Sohn · Wilhelm Rütter · Arp Schnitger · Hans Wolff Schonat · Ernst Seifert · Andreas Silbermann · Gottfried Silbermann · Johann Andreas Silbermann · Friedrich Stellwagen · Johannes Stephanus Strümphler · Hans Suys · Johannes Wilhelmus Timpe · Welte-Mignon · Johann Friedrich Wenthin · Christian Gottlieb Friedrich Witte
Adema · Gebroeders Van der Aa · Jacobus Armbrost · Bakker & Timmenga · Johann Bätz · Jonathan Bätz · Joseph Binvignat · Sander Booij · Martin Butter · Van Dam · Matthijs van Deventer · Geert Pieters Dik · Johannes Duyschot · Roelof Barentszn Duyschot · Bernhardt Edskes · Marten Eertman · Gerardus Elberink · Elbertse · Antoon van Elen · Flentrop · Dirk Flentrop · Heinrich Hermann Freytag · Rudolf Garrels · Justus Geerkens · Pieter Geerkens · Gradussen · Albertus van Gruisen · Willem van Gruisen · Nicolaas van Hagen · Willem Hardorff · Hendrik Hermanus Hess · Jan van den Heuvel · Jan Adolf Hillebrand · Albertus Antoni Hinsz · Bernard Petrus van Hirtum · Nicolaas van Hirtum · Cornelis Hoornbeek · Klop Orgels & Klavecimbels · Hermanus Knipscheer · Johan Frederik Kruse · Ernst Leeflang · Lohman · Jan van Loo · Michaël Maarschalkerweerd · Pieter Maarschalkerweerd · Abraham Meere · Roelf Meijer · Michaël Mercator · Carl Friedrich August Naber · Familie Niehoff · Cornelis van Oeckelen · Petrus van Oeckelen · Detlef Onderhorst · Pels & Van Leeuwen · Pereboom & Leijser · Elbert Pluer · Radersma · Joachim Reichner  · Reil · Cornelis Rogier · Mense Ruiter · Conradus Ruprecht II · Hans Wolff Schonat · Franciscus Cornelius Smits · Frans Casper Snitger · Johannes Stephanus Strümphler · Johannes Wilhelmus Timpe · Valckx & Van Kouteren · Kam & Van der Meulen · Henk Veeningen · Matthijs Verhofstadt · Vermeulen · Verschueren · Johannes Vollebregt · Jacobus Vollebregt · Van Vulpen · Christian Gottlieb Friedrich Witte · Johan Frederik Witte · Lodewijk Ypma · Jacobus Zeemans
Zuid-Nederlands orgelbouwer (voor 1830)